# Keith Joseph

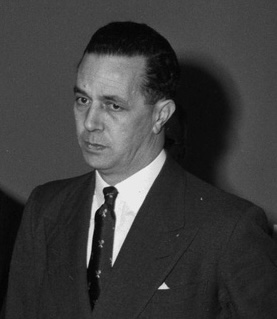
Sir Keith Joseph (1963)

Keith Sinjohn Joseph, Baron Joseph CH, PC (* 17. Januar 1918 in London; † 10. Dezember 1994 ebenda) war ein britischer Anwalt, Politiker und Mitglied der Konservativen. Joseph war Minister in drei verschiedenen Regierungen und gilt als Mitbegründer der liberalen Denkfabrik Centre for Policy Studies als ein Vordenker des Thatcherismus.
Am 4. Oktober 1944 erbte er von seinem verstorbenen Vater, dem ehemaligen Lord Mayor of London, Sir Samuel Joseph, 1. Baronet den Titel Baronet, of Portsoken in the City of London, der diesem erst am 16. November 1943 in der Baronetage of the United Kingdom verliehen worden war.
Keith war von 1956 bis 1987 Mitglied des House of Commons für den Wahlkreis Leeds North East. Von 1970 bis 1974 war er als Sozialminister Mitglied in der Regierung Edward Heaths. Nach der erneuten Regierungsübernahme der Konservativen 1979 wurde er Industrieminister unter Margaret Thatcher. 1981 wechselte er bis 1986 an die Spitze des Ministeriums für Bildung und Wissenschaft.
Joseph schied 1986 eher unfreiwillig aus dem Thatcher-Kabinett aus, als er seine fremdenfeindliche Einstellung preisgab und zudem den französischen Rechten Jean-Marie Le Pen zu einem Kongress der Konservativen Partei einladen wollte. Zu den Unterhauswahlen im Juni 1987 trat er nicht mehr an und schied auch aus dem House of Commons aus. Am 12. Oktober 1987 wurde er als Baron Joseph, of Portsoken in the City of London, zum Life Peer erhoben und gehörte fortan auf Lebenszeit dem House of Lords an.